# Duliophyle angustaria
Duliophyle angustaria là một loài bướm đêm trong họ Geometridae.